# Корильяно-Калабро
Корильяно-Калабро (італ. Corigliano Calabro, сиц. Curuglianu) — муніципалітет в Італії, у регіоні Калабрія,  провінція Козенца.
Корильяно-Калабро розташоване на відстані близько 430 км на південний схід від Рима, 80 км на північ від Катандзаро, 45 км на північний схід від Козенци.
Населення — 40 479 осіб (2014).

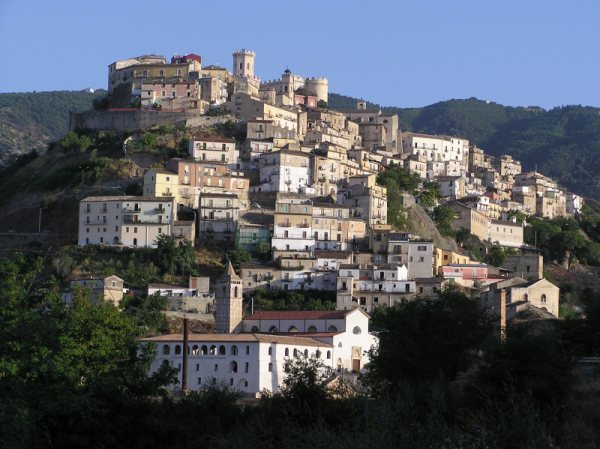

Щорічний фестиваль відбувається 25 квітня. Покровитель — San Francesco di Paola.

## Демографія
Населення за роками:

Станом на 31 грудня 2014 року в муніципалітеті офіційно проживало 2617 іноземців з 58 країн, серед них 1713 громадян країн Євросоюзу та 285 громадян України.

## Уродженці
- Дженнаро Гаттузо (*1978) — відомий італійський футболіст, півзахисник.

## Сусідні муніципалітети
- Акрі
- Кассано-алло-Йоніо
- Лонгобукко
- Россано-Калабро
- Сан-Козмо-Альбанезе
- Сан-Деметріо-Короне
- Сан-Джорджо-Альбанезе
- Спеццано-Альбанезе
- Тарсія
- Терранова-да-Сібарі